# Хатем Бен Арфа
Хате́м Бен Арфа́ (араб. حاتم بن عرفة, фр. Hatem Ben Arfa; нар. 7 березня 1987, Кламар, Франція) — французький футболіст туніського походження, атакувальний півзахисник французького «Лілля» та збірної Франції.
Бен Арфа почав кар'єру в різних клубах в Іль-де-Франс, тренувався в клубі «Булонь-Біянкур». 1999 року вступив до спортивної академії «Клерфонтен». Після її закінчення провів чотири роки в «Ліоні», протягом яких виграв чотири чемпіонства. На початку кар'єри в «Ліоні» грав на позиції центрального нападника, але в сезоні 2007—2008 став грати як атакувальний півзахисник. Влітку 2008 року за 11 мільйонів євро перейшов до «Марселя», з цією командою він став чемпіоном у сезоні 2009—2010 і виграв кубок Ліги 2010 року. Після двох років у «Марселі» Бен Арфа приєднався до англійського «Ньюкасл Юнайтед» на правах оренди в сезоні 2010—2011. У січні 2011 року став повноцінним гравцем «Ньюкасла». З 2010 по 2014 рік Бен Арфа провів у складі «Сорок» 76 матчів в Прем'єр-лізі, в яких забив 13 голів. Після цього був відданий в оренду в «Галл Сіті», де зіграв за пів року всього вісім поєдинків у чемпіонаті Англії. У січні 2015 року Хатем на правах вільного агента підписав угоду на півтора року з «Ніццою». Потому Бен Арфа перейшов, знову як вільний агент, до «Парі Сен-Жермен», де провів два роки з 2016 до 2018, більшість із цього часу навіть не потрапляючи навіть до заявок на матчі. З вересня 2018 по червень 2019 виступав за «Ренн».
За юнацькі збірні Франції Хатем грав на всіх рівнях. 2004 року виграв чемпіонат Європи серед 17-річних. До національної збірної вперше викликався в жовтні 2007 року на матч кваліфікації до чемпіонату Європи 2008 року проти Фарерських островів. Він вийшов на заміну та забив перший гол за збірну.

## Клубна кар'єра

### Початок кар'єри
Бан Арфа народився в Кламарі, південно-західному передмісті Парижа. Батько, Камель Бен Арфа, громадянин Тунісу, колишній футболіст, гравець збірної цієї країни, мати француженка. Коли Хатему було п'ять років, батько помітив, що він виявляє інтерес до футболу. Під керівництвом спортивного журналіста та агента Майкла Озіна Бен Арфа почав свою кар'єру футболіста.
Бен Арфа почав тренуватись у «Шатне-Малабрі», місцевому клубі неподалік від його рідного міста. Через два роки він перейшов до «Монруж 92», де провів два роки, а потім один сезон у «Булоні-Біянкур». Через рік Хатема було обрано для навчання в академії «Клерфонтен». Перебуваючи тут, Бен Арфа знявся в документальному фільмі «À la Clairefontaine» («У Клерфонтені»), який розповідає про життя молодих французьких футболістів під час їхнього навчання в академії.

### «Олімпік» (Ліон)
2002 року Бен Арфа приєднався до ліонського «Олімпіка», який тільки виграв своє перше чемпіонство. У серпні 2004 року, провівши два сезони в академії клубу, Хатем підписав свій перший професіональний контракт. Попри інтерес англійського «Челсі» та нідерландського «Аякса» він уклав трирічну угоду. У клубі гравець взяв собі номер «34».
Хатем дебютував у матчі-відкритті сезону 2004—2005 проти «Ніцци», вийшовши на заміну на 68-й хвилині. «Ліон» переміг завдяки голу Джоване Елбера, який відбувся за декілька хвилин після виходу Бен Арфа. 11 вересня 2004 року Хатем вперше вийшов з початку матчу, граючи в ньому 56 хвилин, «Ліон» переміг «Ренн» з рахунком 2-1. 10 листопада Бен Арфа забив свій перший гол у професіональній кар'єрі в матчі кубка Франції проти «Лілля». У Лізі чемпіонів Хатем дебютував у матчі проти «Манчестер Юнайтед», замінивши Сіднея Ґову.
У наступному сезоні Бен Арфа змінив свій ігровий номер на «18», але відсоток його ігор, які він почав на лаві запасних, залишився високим: лише сім з дванадцяти ігор футболіст зіграв зі стартових хвилин. Хатем вперше вийшов у стартовому складі в матчі Ліги чемпіонів проти норвезького «Русенборга», під час гри він асистував бразильцю Фреду, коли той забив переможний м'яч. У сезоні 2006—2007 футболіст забив перший гол «Седану», який став переможним для «Ліона».
Після того, як команду покинули вінгери Флоран Малуда та Сільвен Вільтор, новий тренер Ален Перрен почав використовувати Бен Арфа на позиції лівого атакувального півзахисника. Футболіст швидко адаптувався до нового місця на полі, і вже 15 вересня забив свій перший гол у сезоні 2007—2008 у ворота «Меца». 28 жовтня в матчі проти «Парі Сен-Жермен» у чемпіонаті та 7 листопада проти «Штутгарта» в Лізі чемпіонів Бен Арфа забив по два м'ячі. У кінці сезону його було названо найкращим молодим гравцем року.
Не зважаючи на чутки про сварку між ним і Карімом Бензема, Бен Арфа в березні 2008 року продовжив контракт до 2010 року. Однак, після бійки на тренуванні із Себастьєном Скілаччі, його майбутнє в «Ліоні» стало сумнівним.

### «Олімпік» (Марсель)

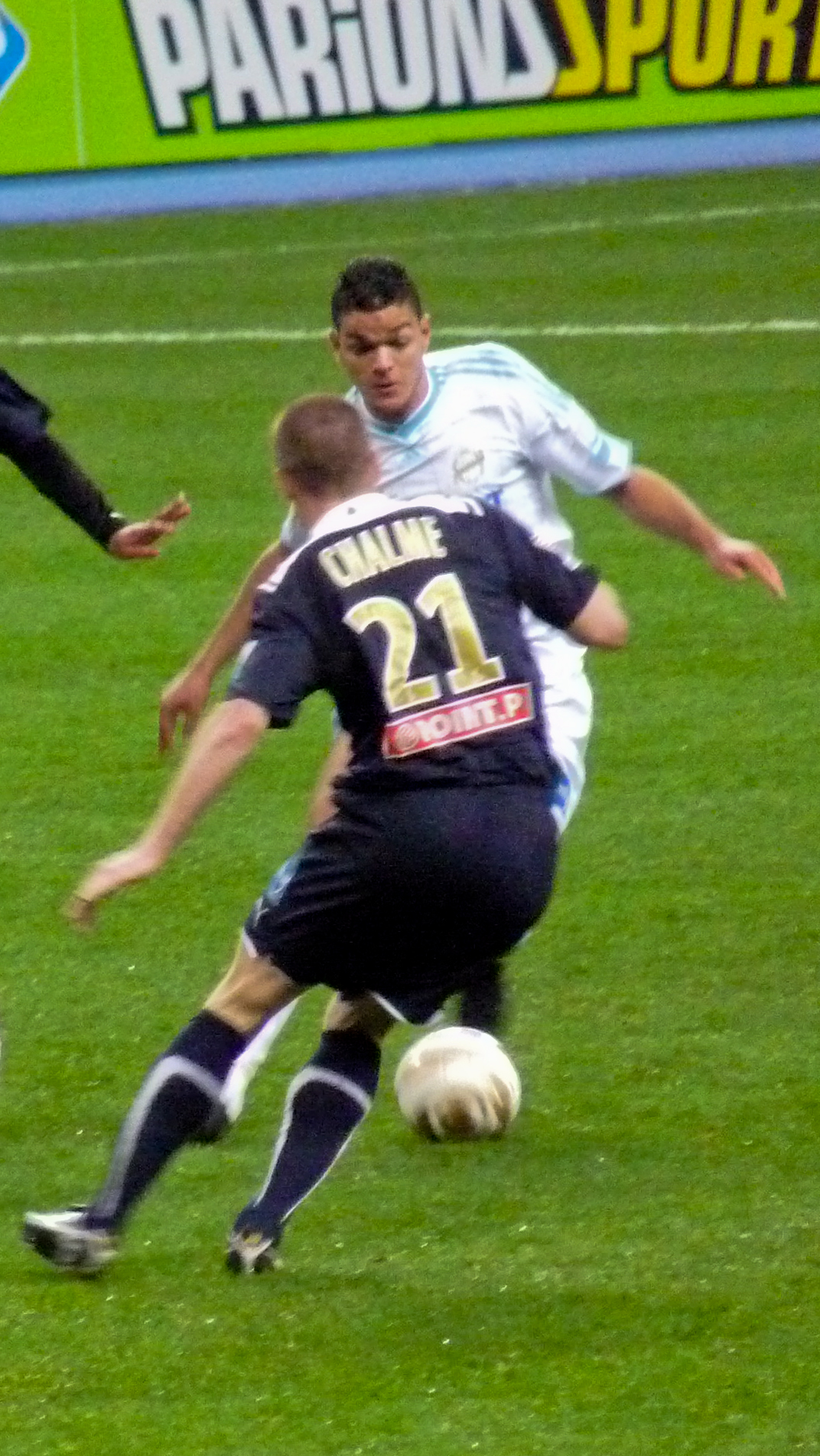
Бен Арфа у складі «Марселя»

Не зважаючи на інтерес з боку англійських «Манчестер Юнайтед», «Арсенала» та мадридського «Реала», марсельський «Олімпік» почав вести переговори по гравцю першим. 28 червня 2008 року «Ліон» повідомив, що поки що не відпускає Хатема. Однак, на наступний день Бен Арфа підтвердив, що підписав контракт з «Марселем» і не повернеться до «Ліона» на передсезонні збори. Пізніше газета «La Provence» повідомила, що Бен Арфа справді пропустив збори 30 червня, що підтверджує його наміри.
Бен Арфа офіційно приєднався до «Марселя» 1 липня 2008 року, сума трансферу становила 11 мільйонів євро. Того ж дня його було представлено ЗМІ та в той же день він провів перше тренування за «Марсель». У грудні цього ж року в результаті розбіжностей по домовленості між клубами, організованої Професіональною футбольної лігою, Хатем розповів місцевій газеті «Le Progrès», що його колишній команді не вистачає класу. У клубі Хатем узяв ігровий номер «20». 16 липня Бен Арфа знову вступив у суперечку на тренуванні, цього разу з Джибрілем Сіссе, який пізніше був відданий в оренду англійському «Сандерленду».

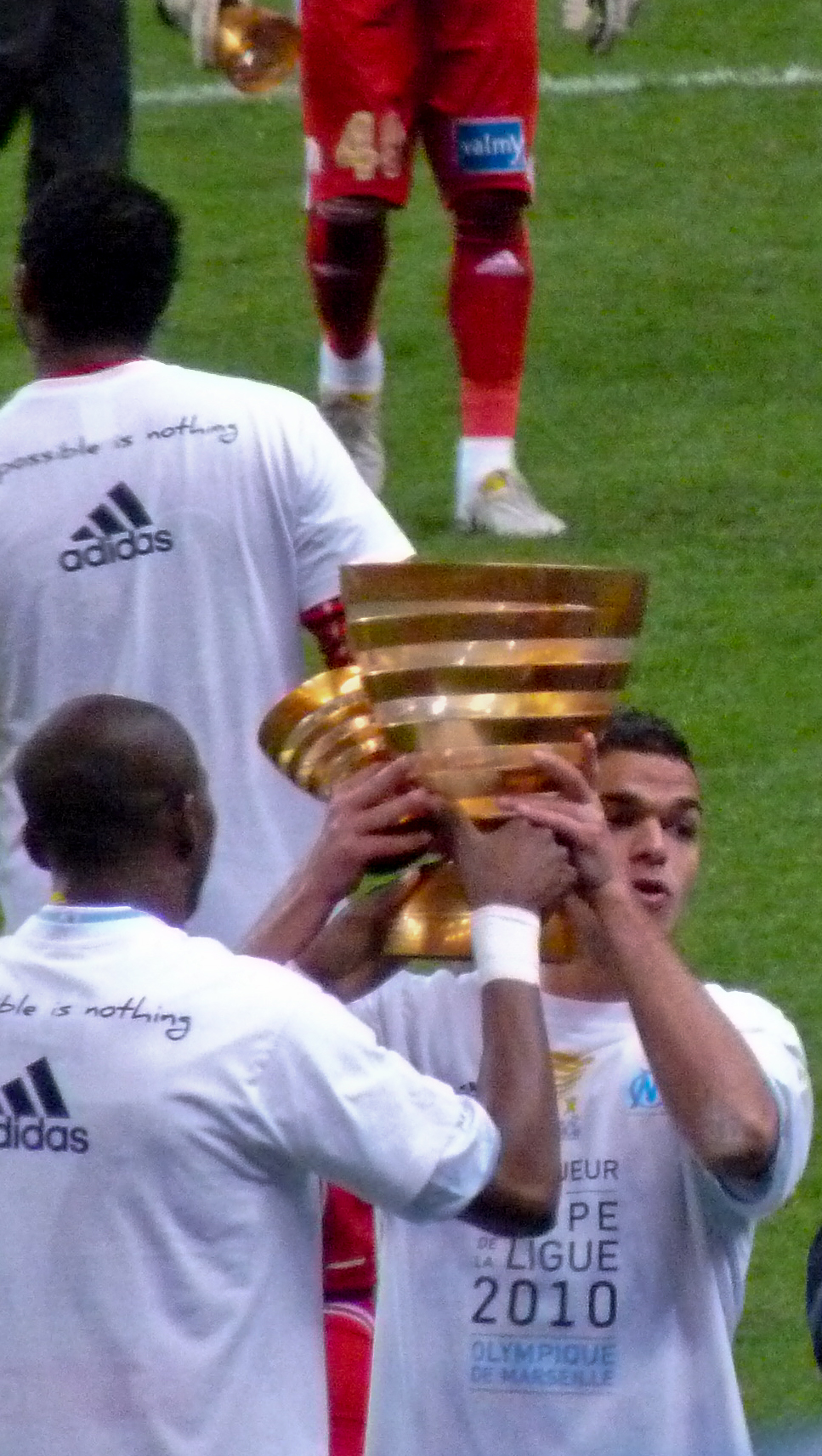
Бен Арфа святкує перемогу в кубку Франції з Мамаду Ньянгом

У чемпіонаті за нову команду Хатем дебютував у першій грі сезону в матчі з «Ренном», де він забив один з м'ячів. Матч завершився нічиєю 4-4. У наступних десяти матчах футболіст відзначався голами ще п'ять разів. Перед матчем у Лізі чемпіонів проти «Ліверпуля» Бен Арфа вступив у сварку з камерунцем Модестом М'Бамі. Після програшу столичному «ПСЖ» відбулась суперечка між Хатемом і тренером Ерік Геретсом, після того, як футболіст відмовився покинути лаву запасних, щоб розігрітись. Пізніше сам футболіст пояснив це тим, що в нього були проблеми зі здоров'ям і вибачився перед наставником. Повернувшись до складу в матчі проти «Сент-Етьєна» Бен Арфа забив гол та віддав дві точні передачі.
У сезоні 2009—2010 Бен Арфа взяв собі номер «10», і зіграв у матчі-відкритті сезону, вийшовши на заміну на 68-й хвилині у матчі з «Греноблем». Наступного тижня, 16 серпня, Хатем вийшов зі стартових хвилин у грі проти «Лілля», у якій він асистував бразильцю Брандау.
8 жовтня 2009 року клуб оштрафував футболіста на 10 тисяч євро за те, що він зник після тренування, сам Бен Арфа пояснив це тим, що запізнився на літак з Тунісу, де він відвідував родичів. 18 листопада на тренуванні він посварився з тренером Дідьє Дешамом, за що потім вибачився. У першій половині сезону Хатем вийшов у 15 з 20 матчів, повністю зігравши лише два: поразки від «Монако» (2-1) та «Осера» (2-0).
Гра Бен Арфа у наступній частині сезону заслужила похвалу від Дешама та спортивного директора клубу Жозе Аніго. 10 січня 2010 року Хатем забив перший гол у сезоні аматорському клубу «Треліссак» у кубку Франції. За місяць він відіграв важливу роль у матчі з «Валансьєном», віддавши точний пас Лучо Гонсалесу, який забив перший гол у матчі, що закінчився перемогою «Олімпіка» 5-1. Ще за місяць Бен Арфа відзначився двома голами (один на виїзді, один вдома) в протистоянні з данським клубом «Копенгаген» у 1/16 фіналу Ліги Європи. 27 лютого Хатем забив перший м'яч у чемпіонаті в сезоні столичному «Парі Сен-Жермен». Пізніше його було названо гравцем місяця за версією журналу «France Football». У всіх чотирьох наступних матчах, у яких Бен Арфа виходив зі стартового складу, «Марсель» перемагав, в останньому матчі сезону відзначився у воротах «Гренобля». 7 квітня він реалізував пенальті в матчі з «Сошо». Після цієї перемоги команда очолила турнірну таблицю, залишаючись на першому місці до кінця сезону, а 5 травня після перемоги над «Ренном» офіційно стала чемпіоном. Хатем у матчі вийшов на заміну.

#### Переговори з «Ньюкасл Юнайтед»
27 липня 2010 року агент Бен Арфа сказав, що в послугах футболіста зацікавлені англійський «Ньюкасл Юнайтед», німецькі «Гоффенгайм 1899» і «Вердер», турецький «Галатасарай», а також італійський «Мілан». 9 серпня було повідомлено, що «Ньюкасл Юнайтед» пропонує 650 тисяч фунтів стерлінгів, що на 350 тисяч менше, ніж хоче «Марсель». 12 серпня президент французького клубу оголосив, що Хатем не перейде до «Ньюкасла», і навіть сказав, що такої пропозиції не існувало.
Як і в ситуації з «Ліоном», футболіст повідомив, що не повернеться на тренувальну базу «Марселя» й не буде грати за команду до кінця сезону. Він також сказав, що його стосунки з Дешамом остаточно зіпсувались. Після повернення до Франції Бен Арфа пропустив тренування команди та дві гри в чемпіонаті. Пізніше ігровий номер «10», під яким виступав Хатем, було віддано новачку Андре-П'єру Жиньяку.
19 серпня пропозиція переходу у «Вердер» була відхилена, президент німецького клубу спростував чутки про зацікавленість його клубу до Бен Арфа. 27 серпня «Марсель» повідомив, що досягнуто згоди з англійським клубом. «Марсель» погодився на суму у 2 мільйони фунтів стерлінгів. Якщо Хатем зіграє у 25 матчах за нову команду, то «Ньюкасл» сплатить ще 5 мільйонів фунтів стерлінгів, що зробить його єдиним власником прав на футболіста.

### «Ньюкасл Юнайтед»

#### Сезон 2010–11
27 серпня 2010 року Бен Арфа узгодив особисті умови з клубом, а наступного дня «Ньюкасл Юнайтед» повідомив, що з футболістом підписано довготривалий контракт. Хатем отримав номер «37» і 11 вересня дебютував за нову команду, вийшовши на заміну в матчі з «Блекпулом». 18 вересня Бен Арфа забив свій перший м'яч за «Ньюкасл» у матчі з «Евертоном», який став переможним для команди. 3 жовтня в матчі проти «Манчестер Сіті» після зіткнення з Найджелом де Йонгом Хатем зламав велику та малу гомілкові кістки лівої ноги. 5 січня 2011 року «Марсель» і «Ньюкасл» повідомили, що Бен Арфа тепер повноцінний гравець англійського клубу, з ним підписано угоду строком на чотири з половиною роки. Трансферна вартість не повідомлялась.
Більшість часу відновлення Бен Арфа провів у рідному місті, в академії «Клерфонтен». 23 лютого тренер команди Алан Пард'ю повідомив, що футболіст відновився, і зможе грати вже в квітні. Але 1 березня Пард'ю сказав, що Хатем не повністю готовий до гри і що навряд чи зіграє до травня. 5 квітня Бен Арфа приєднався до загальних тренувань, працюючи за спеціальною програмою, але до кінця сезону він так і не зіграв.

#### Сезон 2011–12
Після реабілітації, яка тривала все літо, Хатем почав грати в товариських матчах. 15 липня 2011 року він зіграв проти клубу «Дарлінгтон» з Національної Конференції. Через п'ять днів на передсезонних зборах у США в матчі проти «Спортінг Канзас-Сіті» футболіст отримав пошкодження щиколотки. Бен Арфа повернувся на батьківщину, щоб відновитись, і приєднався до клубу 18 вересня. 24 вересня він вийшов на заміну в матчі з «Блекберн Роверс». 26 листопада в матчі проти «Манчестер Юнайтед» Бен Арфа заробив пенальті, яке реалізував Демба Ба, гра закінчилась з рахунком 1-1. 26 грудня в матчі проти «Болтон Вондерерз» футболіст забив свій перший м'яч у сезоні.
7 січня 2012 року в матчі третього раунду кубка Англії Хатем забив перший м'яч у ворота «Блекберн Роверз», що допомогло «Ньюкаслу» перемогти з рахунком 2–1. 12 березня півзахисник відкрив рахунок у матчі чемпіонату на стадіоні «Емірейтс» у грі з «Арсеналом», однак господарі перемогли 2–1. 25 березня у виїзному матчі проти «Вест-Бромвіч Альбіон» Бен Арфа відзначився забитим голом, а також двома точними передачами на Папісса Сіссе, на що господарі відповіли єдиним голом Шейна Лонга.

#### Сезон 2012–13
18 серпня 2012 року в першому турі Прем'єр-ліги проти «Тоттенгем Готспур» футболіст забив переможний гол з пенальті на 80-й хвилині. 2 вересня гол з відстані близько 23 метрів допоміг «Ньюкаслу» заробити одне очко в домашньому матчі з «Астон Віллою».
22 листопада в матчі Ліги Європи проти «Марітіму» Бен Арфа зазнав ушкодження підколінного сухожилля. Футболіст повернувся в матчі проти «Фулгема», забивши гол, який не врятував від поразки 2-1. За декілька днів Алан Пардью повідомив, що гравець не відчуває дискомфорту, однак рентген показав, що Хатему необхідно продовжити лікуватись. Півзахисник повернувся до гри в матчі Ліги Європи проти «Анжі» 7 березня 2013 року, на свій 26-й день народження. Перед матчем-відповіддю тренер повідомив, що футболісту необхідно повністю залікувати ушкодження. 11 квітня Бен Арфа з'явився у другому матчі чвертьфіналу Ліги Європи проти «Бенфіки». 12 травня у виїзному матчі проти «Квінз Парк Рейнджерс» Бен Арфа відзначився з пенальті, що допомогло його команді перемогти 2-1.

#### Сезон 2013–14
31 серпня 2013 року в третьому турі чемпіонату в матчі проти «Фулгема» Бен Арфа забив переможний м'яч на 86-й хвилині. 14 вересня у виїзному матчі проти «Астон Вілли» француз відзначився забитим голом та точною передачею на Йоана Гуффрана, домігшись перемоги 2-1. 21 грудня Хатем відзначився з пенальті у ворота «Крістал Пелес».

### «Галл Сіті»
2 вересня 2014 року Бен-Арфа був відданий на правах оренди в «Галл Сіті». Він дебютував 15 вересня, замінивши Абеля Ернандеса за 11 хвилин до кінця матчу за рахунку 2-2 проти «Вест Гема». За пів року зіграв у восьми матчах Прем'єр-ліги і в одній грі кубка Англії.
У січні 2015 року повернувся з оренди, а вже 3 січня офіційний сайт футбольного клубу «Ніцца» виклав фотографії Хатема на тлі символіки клубу. Повідомлялося, що француз уже приступив до тренувань з командою і в понеділок підпише контракт.
Наступного дня, Хатем за обопільною згодою розірвав контракт з «Ньюкаслом».

### «Ніцца»
5 січня гравець підписав контракт з «провансальцями», взявши четвертий номер. У зв'язку з тим, що Бен Арфа захищав кольори «Ньюкасла» і Халла, ФІФА заборонила йому виступати за «Ніццу». Футболісту заборонено протягом одного сезону грати в більш як двох командах.

### «ПСЖ»
У літньому міжсезонні 2016 року, після завершення угоди з «Ніццою» футболіста хотіли бачити у себе багато клубів, серед яких «Севілья», «Олімпік» (Л) та «Саутгемптон». Пропонувала новий контракт і «Ніцца». Сам Бен Арфа відзначав, що ним цікавляться 18 клубів. Проте Бен Арфа обрав «Парі Сен-Жермен», з яким підписав угоду на два роки.

Сам Хатем прокоментував цей перехід так: 
«Для мене велика честь, що клуб вирішив дати мені шанс. Я зроблю все, щоб виправдати очікування і допомогти команді досягти висот».
Перший гол у складі «ПСЖ» забив 6 серпня 2016 року в матчі за Суперкубок Франції проти «Олімпіка» (Л). 5 квітня 2017 року в чвертьфіналі кубка Франції проти «Авранша» на виїзді відзначився дублем та точною передачею на Хав'єра Пасторе, чим допоміг своєму клубу перемогти з рахунком 4–0.
Цей кубковий матч став останнім за паризький клуб для Бен Арфа. У гравця стався конфлікт з головним тренером паризької команди Унаї Емері., через що більше року він узагалі не грав, не потрапляючи навіть до заявок на матчі. Влітку 2017 керівництво «Парі Сен-Жермен» намагалося продати гравця, проте він відмовився залишати клуб. Протягом сезону 2017/18 до гравця проявляла інтерес низка клубів, переважно з чемпіонатів поза топ-5, зокрема й київське «Динамо». У березні 2018 Бен Арфа остаточно оголосив про намір залишити «Парі Сен-Жермен» та перейти до клубу одного з топ-чемпіонатів. Після завершення контракту в червні 2018 став вільним агентом.

### «Ренн»
Після року зовсім без ігрової практики, 2 вересня 2018 Хатем Бен Арфа підписав контракт з «Ренном». Угода була розрахована на рік з можливістю продовження ще на рік. У новому клубі він став основним атакувальним півзахисником, загалом провівши за клуб 39 матчів та забивши 9 голів. Разом з бретонським клубом він виграв кубок Франції, в фіналі обігравши свій колишній клуб «Парі Сен-Жермен» та здобувши перший за 48 років трофей для «Ренна». У червні 2019 Бен Арфа та «Ренн» оголосили, що не планують продовжувати контракт і гравець залишить клуб у липні.

## Міжнародна кар'єра

### Юнацькі та молодіжна збірні
За юнацьку збірну U-16 Бен Арфа зіграв десять матчів, у яких забив сім м'ячів. У команді він дебютував 2003 року під час Егейського кубка в Туреччині. 12 січня він забив перший м'яч на турнірі збірній Бельгії, матч закінчився перемогою французів 3-2, яка дозволила їм посісти третє місце на змаганнях. На турнірі Монтегю Хатем забив шість голів, ставши найкращим бомбардиром команди. У матчі відкритті проти Габону він зробив дубль. Він забив гол і в наступному матчі проти Росії, а також двічі забив збірній Англії в останній грі групового раунду. У фіналі турніру Хатем забив єдиний м'яч французів у ворота збірної Італії, яка перемогла з рахунком 5-1.
За юнацьку збірну U-17 Хатем дебютував 23 вересня 2003 року в матчі зі Швецією, зробивши хет-трик у першому таймі. На турнірі у Валь-де-Марні футболіст забив два голи, а збірна стала чемпіоном, не пропустивши жодного голу. На чемпіонаті Європи серед 17-річних 2004 року Бен Арфа разом з Саміром Насрі, Карімом Бензема та Жеремі Менезом зробив значний внесок для перемоги команди. Хатем зіграв у всіх п'яти матчах і забив Північній Ірландії, Туреччині та Португалії. Всього за збірну U-17 Хатем зіграв 17 матчів і забив 11 м'ячів. Через його напружений графік ігор у «Ліоні» Бен Арфа пропустив значну кількість ігор за юнацьку збірну U-18. Дебютував він за неї 15 березня 2005 року в матчі проти Німеччини. Всього за збірну U-18 Хатем зіграв чотири матчі, не забивши жодного голу.
Бен Арфа, Насрі, Бензема та Менез продовжували грати за юнацькі збірні. У першому матчі кваліфікації до чемпіонату Європи серед 19-річних 2006 року Бен Арфа забив єдиний м'яч Уельсу. Через травму Хатем не зіграв до кінця кваліфікаційного раунду. Франція не вийшла до фінальної частини турніру, програвши за очками Шотландії в другому раунді кваліфікації. За молодіжну збірну Бен Арфа зіграв лише одну гру, з'явившись у кваліфікації до чемпіонату Європи серед молодіжних команд 2009 року в матчі проти Румунії.

### Національна збірна
Перед тим як зіграти за збірну Франції, Бен Арфа було запрошено до збірної Тунісу з можливістю зіграти на чемпіонаті світу 2006 року в Німеччині, але футболіст відмовився. 10 жовтня 2007 року Раймон Доменек вперше запросив його до збірної Франції, щоб замінити травмованого Луї Саа для матчів кваліфікаційного раунду до Євро-2008 проти Фарерських островів і Литви. 13 жовтня Бен Арфа дебютував за збірну, вийшовши на заміну замість Франка Рібері на 68-й хвилині в матчі проти Фарерських островів. У матчі Хатем забив останній гол, встановивши остаточний рахунок матчу 6-0. Однак, Доменек не включив його до заявки на фінальну частину турніру.
Після тривалої перерви Бен Арфа було викликано до збірної 25 лютого 2010 року на товариський матч зі збірною Іспанії, який відбувся 3 березня. 11 травня він увійшов до списку 30 футболістів, потенційних учасників чемпіонату світу 2010, але пізніше Доменек не включив його у кінцевий список з 23 гравців, які поїхали на турнір.
5 серпня 2010 року новий тренер збірної Лоран Блан викликав Хатема на товариський матч зі збірною Норвегії, який відбувся 11 серпня. Бен Арфа замінив Муссу Сіссоко у другому таймі, і забив перший м'яч у грі, яку Франція програла з рахунком 2-1.
2012 року брав участь у чемпіонаті Європи в Україні та Польщі, де зіграв у двох матчах групового етапу, після чого перестав залучатись до матчів збірної.
12 травня 2016 року Хатем опинився поза заявкою на Євро-2016, що проходив у Франції.

## Статистика

### Клубна
Дані актуальні станом на 6 червня 2019
| Клуб            | Сезон   | Чемпіонат | Чемпіонат | Національний кубок | Національний кубок | Кубок ліги | Кубок ліги | Єврокубки | Єврокубки | Інші | Інші | Всього | Всього |
| Клуб            | Сезон   | Ігри      | Голи      | Ігри               | Голи               | Ігри       | Голи       | Ігри      | Голи      | Ігри | Голи | Ігри   | Голи   |
| --------------- | ------- | --------- | --------- | ------------------ | ------------------ | ---------- | ---------- | --------- | --------- | ---- | ---- | ------ | ------ |
| Ліон            | 2004–05 | 9         | 0         | 0                  | 0                  | 1          | 1          | 4         | 0         | 0    | 0    | 14     | 1      |
| Ліон            | 2005–06 | 12        | 0         | 2                  | 1                  | 0          | 0          | 1         | 0         | 0    | 0    | 15     | 1      |
| Ліон            | 2006–07 | 13        | 1         | 3                  | 0                  | 1          | 0          | 1         | 0         | 0    | 0    | 18     | 1      |
| Ліон            | 2007–08 | 30        | 6         | 3                  | 0                  | 1          | 0          | 8         | 2         | 0    | 0    | 42     | 8      |
| Ліон            | Всього  | 64        | 7         | 8                  | 1                  | 3          | 0          | 14        | 2         | 0    | 0    | 89     | 10     |
| Марсель         | 2008–09 | 33        | 6         | 1                  | 0                  | 1          | 0          | 13        | 2         | —    | —    | 48     | 8      |
| Марсель         | 2009–10 | 29        | 3         | 1                  | 1                  | 4          | 0          | 7         | 3         | —    | —    | 41     | 7      |
| Марсель         | 2010–11 | 1         | 0         | 0                  | 0                  | 0          | 0          | 0         | 0         | 0    | 0    | 1      | 0      |
| Марсель         | Всього  | 63        | 9         | 2                  | 1                  | 5          | 0          | 20        | 5         | 0    | 0    | 90     | 15     |
| Ньюкасл Юнайтед | 2010–11 | 4         | 1         | 0                  | 0                  | 0          | 0          | —         | —         | —    | —    | 4      | 1      |
| Ньюкасл Юнайтед | 2011–12 | 26        | 5         | 2                  | 1                  | 2          | 0          | —         | —         | —    | —    | 30     | 6      |
| Ньюкасл Юнайтед | 2012–13 | 19        | 4         | 0                  | 0                  | 0          | 0          | 3         | 0         | —    | —    | 22     | 4      |
| Ньюкасл Юнайтед | 2013–14 | 27        | 3         | 1                  | 0                  | 2          | 0          | —         | —         | —    | —    | 30     | 3      |
| Ньюкасл Юнайтед | Всього  | 76        | 13        | 3                  | 1                  | 4          | 0          | 3         | 0         | —    | —    | 86     | 14     |
| → Галл Сіті     | 2014–15 | 8         | 0         | 0                  | 0                  | 1          | 0          | —         | —         | —    | —    | 9      | 0      |
| Ніца            | 2015–16 | 34        | 17        | 1                  | 1                  | 2          | 0          | —         | —         | —    | —    | 37     | 18     |
| Парі Сен-Жермен | 2016–17 | 23        | 0         | 3                  | 3                  | 2          | 0          | 3         | 0         | 1    | 1    | 32     | 4      |
| Парі Сен-Жермен | 2017–18 | 0         | 0         | 0                  | 0                  | 0          | 0          | 0         | 0         | 0    | 0    | 0      | 0      |
| Ренн            | 2018–19 | 26        | 7         | 4                  | 0                  | 2          | 0          | 9         | 2         | —    | —    | 41     | 9      |
| Всього          | Всього  | 294       | 53        | 21                 | 7                  | 19         | 0          | 49        | 9         | 1    | 1    | 384    | 70     |

### Виступи в збірній
Дані актуальні станом на 18 листопада 2015
| Національна збірна | Сезон   | Ігри | Голи |
| ------------------ | ------- | ---- | ---- |
| Франція            | 2007-08 | 6    | 1    |
| Франція            | 2008-09 | 1    | 0    |
| Франція            | 2009-10 | 0    | 0    |
| Франція            | 2010-11 | 1    | 1    |
| Франція            | 2011-12 | 5    | 0    |
| Франція            | 2015–16 | 2    | 0    |
| Всього             | Всього  | 15   | 2    |

#### Голи за збірну
| # | Дата           | Стадіон                                 | Суперник          | Рахунок | Результат | Змагання                  |
| - | -------------- | --------------------------------------- | ----------------- | ------- | --------- | ------------------------- |
| 1 | 13 жовтня 2007 | Торсволлюр, Торсгавн, Фарерські острови | Фарерські острови | 0-6     | 0-6       | Кваліфікація до Євро-2008 |
| 2 | 11 серпня 2010 | Уллевол, Осло, Норвегія                 | Норвегія          | 0-1     | 2-1       | Товариський матч          |

## Досягнення та нагороди

### Командні
«Ліон»
- Чемпіон Франції: 2004-05, 2005-06, 2006-07, 2007-08
- Володар Кубка Франції: 2007-08
- Володар Суперкубка Франції: 2005, 2006, 2007

«Марсель»
- Чемпіон Франції: 2009-10
- Володар Кубка Ліги: 2009-10
- Володар Суперкубка Франції: 2010

«Парі Сен-Жермен»
- Володар Кубка Франції: 2016-17
- Володар Кубка Ліги: 2016-17, 2017-18
- Володар Суперкубка Франції: 2016, 2017

«Ренн»
- Володар Кубка Франції: 2018-19

Збірна Франції
- Чемпіон Європи (U-17): 2004

### Індивідуальні
- Найкращий бомбардир Чемпіонату Європи (U-17): 2004
- Найкращий молодий гравець року за версією UNFP: 2007-08
- Гравець місяця за версією UNFP: лютий 2010